# توماس وايت (سياسي أسترالي)
توماس وايت (بالإنجليزية: Thomas White)‏ هو دبلوماسي وسياسي أسترالي، ولد في 26 أبريل 1888 في أستراليا، وتوفي في 13 أكتوبر 1957 في أستراليا. حزبياً، نشط في الحزب الليبرالي الأسترالي. وقد انتخب عضو مجلس النواب الأسترالي عن دائرة Division of Balaclava ‏ (3 أغسطس 1929 – 20 يونيو 1951).